# Qualificazioni al campionato europeo maschile di calcio 2004 - Gruppo 1

## Classifica
| Pos. | Squadra  | Pt | G | V | N | P | GF | GS | DR  |
| ---- | -------- | -- | - | - | - | - | -- | -- | --- |
| 1.   | Francia  | 24 | 8 | 8 | 0 | 0 | 29 | 2  | +27 |
| 2.   | Slovenia | 14 | 8 | 4 | 2 | 2 | 15 | 12 | +3  |
| 3.   | Israele  | 9  | 8 | 2 | 3 | 3 | 9  | 11 | -2  |
| 4.   | Cipro    | 8  | 8 | 2 | 2 | 4 | 9  | 18 | -9  |
| 5.   | Malta    | 1  | 8 | 0 | 1 | 7 | 5  | 24 | -19 |

## Risultati

### Prima giornata
| Arbitro: | Fandel |

|           |           |                       |
| Okkas 15’ | Marcatori | 38’ Cissé 52’ Wiltord |

| Arbitro: | Borovilos |

|                                            |           |  |
| Debono 37’ (aut.) Šiljak 59’ Cimirotič 90’ | Marcatori |  |

### Seconda giornata
| Arbitro: | Shebek |

|  |           |                       |
|  | Marcatori | 56’ Balili 76’ Revivo |

| Arbitro: | Nielsen |

|                                                  |           |  |
| Vieira 10’ Marlet 35’, 64’ Wiltord 79’ Govou 86’ | Marcatori |  |

### Terza giornata
| Arbitro: | Tudor |

|  |           |                                         |
|  | Marcatori | 25’, 35’ Henry 58’ Wiltord 84’ Carrière |

| Arbitro: | Genov |

|                         |           |            |
| Rauffmann 50’ Okkas 74’ | Marcatori | 90’ Mifsud |

### Quarta giornata
| Arbitro: | McCurry |

|               |           |         |
| Rauffmann 61’ | Marcatori | 3’ Afek |

| Arbitro: | Bozinovski |

|                                                                 |           |  |
| Wiltord 36’ Henry 38’, 54’ Zidane 57’, 81’ (rig.) Trezeguet 70’ | Marcatori |  |

### Quinta giornata
| Arbitro: | Costa |

|                                           |           |                  |
| Šiljak 5’, 14’ Zahovič 39’ (rig.) Čeh 43’ | Marcatori | 10’ Kōnstantinou |

| Arbitro: | Barber |

|         |           |                          |
| Afek 2’ | Marcatori | 23’ Trezeguet 45’ Zidane |

### Sesta giornata
| Arbitro: | Beneš |

|                        |           |  |
| Badir 88’ Holtzman 90’ | Marcatori |  |

| Arbitro: | Hanacsek |

|            |           |                             |
| Mifsud 90’ | Marcatori | 15’ Zahovič 36’, 57’ Šiljak |

### Settima giornata
| Arbitro: | Brugger |

|            |           |                              |
| Dimech 72’ | Marcatori | 23’ (rig.), 52’ Kōnstantinou |

| Adalia 7 giugno 2003, ore 21:15 UTC+3 | Israele | 0 – 0 referto | Slovenia | Antalya Atatürk Stadyumu (1.800 spett.)\| Arbitro: \| Busacca \| |
| Arbitro:                              | Busacca |               |          |                                                                  |

### Ottava giornata
| Arbitro: | Fandel |

|                              |           |            |
| Šiljak 34’ Knavs 37’ Čeh 78’ | Marcatori | 69’ Revivo |

| Arbitro: | Irvine |

|                                              |           |  |
| Trezeguet 7’, 82’ Wiltord 20’, 41’ Henry 59’ | Marcatori |  |

### Nona giornata
| Arbitro: | Blareau |

|                       |           |                                |
| Revivo 16’ Balili 78’ | Marcatori | 51’ (rig.) Mifsud 52’ Carabott |

| Arbitro: | Messina |

|  |           |                           |
|  | Marcatori | 10’ Trezeguet 71’ Dacourt |

### Decima giornata
| Arbitro: | Øvrebø |

|                           |           |                 |
| Geōrgiou 71’ Giasoumī 82’ | Marcatori | 11’, 41’ Šiljak |

| Arbitro: | Bolognino |

|                                     |           |  |
| Henry 9’ Trezeguet 24’ Boumsong 43’ | Marcatori |  |

## Statistiche

### Classifica marcatori
8 gol
- Ermin Šiljak

6 gol
- David Trezeguet

- Sylvain Wiltord

- Thierry Henry

3 gol
- Michalīs Kōnstantinou (1 rig.)
- Zinédine Zidane (1 rig.)

- Haim Revivo

- Michael Mifsud (1 rig.)

2 gol
- Giannakīs Okkas
- Rainer Rauffmann
- Steve Marlet

- Omri Afek
- Pini Balili

- Nastja Čeh
- Zlatko Zahovič (1 rig.)

1 gol
- Giasemakīs Giasoumī
- Stauros Geōrgiou
- Djibril Cissé
- Éric Carrière
- Jean-Alain Boumsong

- Olivier Dacourt
- Patrick Vieira
- Sidney Govou
- Shay Holtzman
- Walid Badir

- David Carabott
- Luke Dimech
- Aleksander Knavs
- Sebastjan Cimirotič

autoreti
- Darren Debono (pro Slovenia)